# CIK Fodbold
CIK Fodbold er den selvstændige fodboldafdeling i Christianshavns Idræts Klub (CIK). Foreningen har deres klublokaler i CIK Sportscenter i Bådsmandsstræde på Christianshavn og afvikler deres træning og hjemmebanekampe på Kløvermarkens Idrætsanlæg. Fodboldafdelingen er medlem af Københavns Boldspil-Union (KBU) og spiller for 2007-sæsonen i den lokale Serie 2.

## Klubbens historie
Fodboldafdelingen og hele Christianshavn IK startede som en idé på Store Volds legeplads. En række diskussioner om at starte en boldklub en sommeraften 1921 mellem syv lokale kondiløbere ledte til at en fodboldklub blev stiftet den 1. oktober 1921 og dermed var den første afdeling i Christianshavns Idræts Klub født. Den første bestyrelse blev stiftet med Samuel Nielsen som formand og "lange" Tom som kasserer, som endvidere fik deres præst og Blå Kors til at donere dem deres første aktiv, en fodbold.
Fodbolden var en læderbold med gummiblærer med en snøre ved hullet, hvor blæren blev lagt ind, som efter meget brug ville miste cirkelformen og minde om en rugbybold. Den første tid spillede man mellem træerne på Christianshavns Vold, men fra foråret 1922 fik CIK fast spilleplads bag brandstationen på Kløvermarken (på hjørnet af Kløvermarksvej og vejen ned til nyttehaverne), men omklædningen skete i det fri ved fodboldbanen.
Christianshavns Boldklub (stiftet i 1919) fusionerede i 1926 med Christianshavn Idræts Klub og fortsatte efterfølgende under CIKs navn. Klubben flyttede ind i det tidligere E. Nobels Tobaksfabrik i Bådsmandsstræde i 1971, hvor klubben stadig har til huse. Dameafdelingen opstod allerede i 1947, men damefodbolden blev først introduceret i 1972 af Jens K. Jensen og Inger. Pigerne anvendte gymnastiksalene på Christianshavns Skole til træning og spillede på Kløvermarken om sommeren.

### Tidligere fodboldformænd
- 1921-19??: Samuel Nielsen
- 199?-200?: Jannie
- 200?-2009: Michael M. Svendsen
- 2009-2011: Petrine Nielsen
- 2011-20??: Pernille Walther Johannsen

## Klubbens resultater

### DBU's Landspokalturnering
De sportslige resultater for klubben i DBU's Landspokalturnering igennem årene:
- 1993/94:
  - 1. runde: Christianshavns IK mod Taarbæk IF 2-5
- 1957/58:
  - 1. runde: Christianshavns IK mod Lyngby Boldklub 2-0
  - 2. runde: B.1921 mod Christianshavns IK 4-3
- 1954/55:
  - 1. runde: Lillerød IF mod Christianshavns IK 3-6
  - 2. runde: Christianshavns IK mod Fredericia Boldklub 3-2
  - 3. runde: Viborg FF mod Christianshavns IK 4-3

### Bedrifter i Danmarksturneringen
De sportslige resultater for klubbens førstehold i Danmarksturneringen igennem årene:
| Niveau | Turneringens navn         | Slutplacering | Statistik  | Topscorer | Bemærkning(er) |
| 8      | KBU Serie 2, Pulje 1 2007 | i/t           | i/t        | i/t       | Igangværende   |
| 8      | KBU Serie 2, Pulje 1 2006 | 5. plads      | 26-12-8-6  | i/t       |                |
| 8      | KBU Serie 2, Pulje 1 2005 | 8. plads      | 26-10-7-9  | i/t       |                |
| 8      | KBU Serie 2, Pulje 1 2004 | 2. plads      | 18-11-2-5  | i/t       |                |
| 8      | KBU Serie 2, Pulje 1 2003 | 8. plads      | 26-11-5-10 | i/t       |                |

## Ekstern henvisning
- CIK Fodbolds officielle hjemmeside